# 比贾瓦尔
比贾瓦尔（Bijawar），是印度中央邦Chhatarpur县的一个城镇。总人口18412（2001年）。

## 人口
该地2001年总人口18412人，其中男性9732人，女性8680人；0—6岁人口2988人，其中男1596人，女1392人；识字率58.52%，其中男性为66.06%，女性为50.07%。